# Độ phức tạp
Độ phức tạp đặc trưng cho hành vi của một hệ thống hoặc mô hình có các thành phần tương tác theo nhiều cách và tuân theo các quy tắc cục bộ, có nghĩa là không có hướng dẫn cao hơn hợp lý để xác định các tương tác khác nhau có thể có.
Thuật ngữ này thường được sử dụng để mô tả một cái gì đó với nhiều phần trong đó các phần đó tương tác với nhau theo nhiều cách, đỉnh điểm là thứ tự xuất hiện cao hơn lớn hơn tổng của các phần của nó. Nghiên cứu về các mối liên kết phức tạp này ở các quy mô khác nhau là mục tiêu chính của lý thuyết hệ thống phức tạp.
Tính đến  năm 2010 khoa học có một số cách tiếp cận để mô tả sự phức tạp; Zayed et al.  phản ánh nhiều cách tiếp cận trong số này. Neil Johnson nói rằng "ngay cả trong số các nhà khoa học, không có định nghĩa phức tạp nào duy nhất - và khái niệm khoa học đã được truyền đạt bằng cách sử dụng các ví dụ cụ thể..." Cuối cùng Johnson chấp nhận định nghĩa "khoa học phức tạp" là "nghiên cứu về các hiện tượng. xuất hiện từ một tập hợp các đối tượng tương tác với nhau".

## Tổng quan
Các định nghĩa về độ phức tạp thường phụ thuộc vào khái niệm " hệ thống " bí mật - một tập hợp các bộ phận hoặc thành phần có mối quan hệ giữa chúng khác biệt với mối quan hệ với các yếu tố khác bên ngoài chế độ quan hệ. Nhiều định nghĩa có xu hướng quy định hoặc cho rằng sự phức tạp thể hiện một điều kiện của nhiều yếu tố trong một hệ thống và nhiều dạng quan hệ giữa các yếu tố. Tuy nhiên, những gì người ta thấy là phức tạp và những gì người ta thấy đơn giản là tương đối và thay đổi theo thời gian.
Warren Weaver đặt ra vào năm 1948 hai hình thức phức tạp: phức tạp vô tổ chức và phức tạp có tổ chức. Hiện tượng 'độ phức tạp vô tổ chức' được xử lý bằng lý thuyết xác suất và cơ học thống kê, trong khi 'độ phức tạp có tổ chức' liên quan đến các hiện tượng thoát khỏi các phương pháp như vậy và đối mặt với "xử lý đồng thời một số lượng lớn các yếu tố liên quan đến tổng thể hữu cơ".  Bài báo năm 1948 của Weaver đã ảnh hưởng đến suy nghĩ tiếp theo về độ phức tạp.
Các cách tiếp cận thể hiện các khái niệm về hệ thống, nhiều yếu tố, nhiều chế độ quan hệ và không gian trạng thái có thể được tóm tắt là ngụ ý rằng sự phức tạp nảy sinh từ số lượng chế độ quan hệ có thể phân biệt (và không gian trạng thái liên kết của chúng) trong một hệ thống xác định.
Một số định nghĩa liên quan đến cơ sở thuật toán cho biểu thức của một hiện tượng phức tạp hoặc mô hình hoặc biểu thức toán học, như được trình bày ở đây.

## Vô tổ chức so với tổ chức
Một trong những vấn đề trong việc giải quyết các vấn đề phức tạp là chính thức hóa sự phân biệt khái niệm trực quan giữa số lượng lớn phương sai trong các mối quan hệ trong các bộ sưu tập ngẫu nhiên và số lượng mối quan hệ đôi khi lớn, nhưng nhỏ hơn giữa các yếu tố trong các hệ thống có ràng buộc (liên quan đến tương quan mặt khác các yếu tố độc lập) đồng thời giảm các biến thể từ độc lập thành phần và tạo ra các chế độ có thể phân biệt được, các mối quan hệ hoặc tương tác có tính tương quan nhiều hơn.